# Natação nos Jogos Pan-Americanos de 1955
As competições de natação nos Jogos Pan-Americanos de 1955 foram realizadas na Cidade do México, México. Houve apenas provas em piscina olímpica (50m): oito para homens e oito para mulheres.

## Resultados

### Masculino
| Evento                        | Ouro                                                                         | Ouro    | Prata                                                                       | Prata   | Bronze                                                              | Bronze  |
| ----------------------------- | ---------------------------------------------------------------------------- | ------- | --------------------------------------------------------------------------- | ------- | ------------------------------------------------------------------- | ------- |
| 100 metros livre detalhes     | Clarke Scholes USA                                                           | 57.7    | George Park Canada                                                          | 58.7    | Carl Woolley USA                                                    | 59.3    |
| 400 metros livre detalhes     | Jimmy McLane USA                                                             | 4:51.3  | Wayne Moore USA                                                             | 4:53.4  | Oscar Kramer Argentina                                              | 4:56.1  |
| 1500 metros livre detalhes    | Jimmy McLane USA                                                             | 20:04.0 | Oscar Kramer Argentina                                                      | 20:09.9 | Gilberto Arango Colombia                                            | 20:37.2 |
|                               |                                                                              |         |                                                                             |         |                                                                     |         |
| 100 metros costas detalhes    | Frank McKinney USA                                                           | 1:07.1  | Pedro Galvao Argentina                                                      | 1:07.8  | Leonide Baarcke USA                                                 | 1:07.9  |
|                               |                                                                              |         |                                                                             |         |                                                                     |         |
| 200 metros costas detalhes    | Héctor Domínguez Argentina                                                   | 2:46.9  | Manuel Sanguily Cuba                                                        | 2:47.3  | Walter Ocampo Mexico                                                | 2:50.7  |
|                               |                                                                              |         |                                                                             |         |                                                                     |         |
| 200 metros borboleta detalhes | Eulalio Ríos Mexico                                                          | 2:39.8  | Walter Ocampo Mexico                                                        | 2:40.3  | William Yorzyk USA                                                  | 2:42.5  |
|                               |                                                                              |         |                                                                             |         |                                                                     |         |
| 4x200 metros livre detalhes   | USA Estados Unidos Martin Smith William Yorzyk Wayne Moore Jimmy McLane      | 9:00.0  | ARG Argentina Pedro Galvão Federico Zwanck José Izaguirre Jorge Vogt        | 9:09.0  | CAN Canadá George Park Allen Gilchrist Gerry McNamee Ted Simpson    | 9:12.2  |
| 4x100 metros medley detalhes  | USA Estados Unidos Frank McKinney Fred Maguire Leonide Baarcke Clark Scholes | 4:29.1  | ARG Argentina Pedro Galvão Héctor Domínguez Orlando Cossani Federico Zwanck | 4:33.4  | MEX México Clemente Mejía Walter Ocampo Eulalio Ríos Otilio Holguin | 4:35.5  |

### Feminino
| Evento                        | Ouro                                                                         | Ouro   | Prata                                                                  | Prata  | Bronze                                                                        | Bronze |
| ----------------------------- | ---------------------------------------------------------------------------- | ------ | ---------------------------------------------------------------------- | ------ | ----------------------------------------------------------------------------- | ------ |
| 100 metros livre detalhes     | Helen Stewart Canada                                                         | 1:07.7 | Wanda Werner USA                                                       | 1:07.7 | Virginia Grant Canada                                                         | 1:08.3 |
| 200 metros livre detalhes     | Wanda Werner USA                                                             | 2:32.5 | Liliana Gonzalias Argentina                                            | 2:32.9 | Gilda Aranda Mexico                                                           | 2:33.6 |
| 400 metros livre detalhes     | Beth Whittall Canada                                                         | 5:32.4 | Carolyn Green USA                                                      | 5:34.7 | Carol Tait USA                                                                | 5:34.9 |
|                               |                                                                              |        |                                                                        |        |                                                                               |        |
| 100 metros costas detalhes    | Leonore Fisher Canada                                                        | 1:16.7 | Coralie O'Connor USA                                                   | 1:17.8 | Cynthia Gill USA                                                              | 1:17.9 |
|                               |                                                                              |        |                                                                        |        |                                                                               |        |
| 200 metros costas detalhes    | Mary Lou Elsenius USA                                                        | 3:08.4 | Mary Jane Sears USA                                                    | 3:09.0 | Beatriz Rohde Argentina                                                       | 3:09.4 |
|                               |                                                                              |        |                                                                        |        |                                                                               |        |
| 100 metros borboleta detalhes | Beth Whittall Canada                                                         | 1:16.2 | Betty Brey USA                                                         | 1:16.5 | Shelley Mann USA                                                              | 1:17.7 |
|                               |                                                                              |        |                                                                        |        |                                                                               |        |
| 4x100 metros livre detalhes   | USA Estados Unidos Wanda Werner Carolyn Green Gretchen Kluter Judith Roberts | 4:31.8 | CAN Canadá Helen Stewart Gladys Priestley Virginia Grant Beth Whittall | 4:38.1 | ARG Argentina Liliana Gonzalias Ana María Schultz Eileen Holt Cristina Kujath | 4:43.7 |
| 4x100 metros medley detalhes  | USA Estados Unidos Coralie O'Connor Mary Jane Sears Betty Brey Wanda Werner  | 5:11.6 | CAN Canadá Helen Stewart Lenora Fisher Virginia Grant Beth Whittall    | 5:12.2 | ARG Argentina Liliana Gonzalias Vanna Rocco Eileen Holt Beatríz Rohde         | 5:30.5 |

## Quadro de medalhas
| Ordem | País               | Medalha de ouro | Medalha de prata | Medalha de bronze |    |
| ----- | ------------------ | --------------- | ---------------- | ----------------- | -- |
| 1     | USA Estados Unidos | 10              | 6                | 6                 | 22 |
| 2     | CAN Canadá         | 4               | 3                | 2                 | 9  |
| 3     | ARG Argentina      | 1               | 5                | 4                 | 10 |
| 4     | MEX México         | 1               | 1                | 3                 | 5  |
| 5     | CUB Cuba           |                 | 1                |                   | 1  |
| 5     | COL Colômbia       |                 |                  | 1                 | 1  |
| TOTAL | TOTAL              | 16              | 16               | 16                | 48 |